# Greater Noida
Greater Noida (en hindi : ग्रेटर नोएडा; en ourdou : بڑا نویڈا,) est une ville nouvelle de l'État de l'Uttar Pradesh en Inde.
Elle a été créée en 1989 comme une extension de la ville nouvelle de Noida.
Le circuit automobile Buddh ayant accueilli le Grand Prix automobile d'Inde de Formule 1 de 2011 à 2013 y est localisé.

## Géographie
L’agglomération compte 107 676 habitants (2011).

## Transports
Greater Noida est reliée au territoire de Delhi par la Noida-Greater Noida Expressway, autoroute à 6 voies. Elle est également reliée à la ville d'Agra par la Yamuna Expressway.
Depuis Janvier 2019, la ligne Aqua du Métro de Noida compte 6 arrêts dans la ville.